# Gershom Scholem
Pour les articles homonymes, voir Scholem.
Gershom Scholem est un historien et philosophe juif, spécialiste de la kabbale et de la mystique juive, né le 5 décembre 1897 à Berlin et décédé le 21 février 1982 à Jérusalem.

## Biographie

### En Allemagne
Gershom Scholem naît dans une famille juive de Silésie assimilée à la culture allemande. En révolte contre eux, il redécouvre ses racines juives et le sionisme pendant son adolescence. Il apprend l'hébreu et étudie le Talmud sous la direction d'un rabbin orthodoxe. Il fréquente beaucoup les milieux Ostjuden et notamment Martin Buber. Il étudie aussi les mathématiques et la philosophie. En 1915, il rencontre Walter Benjamin. Dès cette époque, il est fasciné par la kabbale, qu'il place au centre de la continuité de l'histoire juive.
En 1918, il décide de se consacrer définitivement aux études juives, et passe en 1922 sa thèse à Munich sur le Séfer ha-Bahir, texte de la kabbale provençale.
Intellectuellement, il est en total désaccord avec son frère, Werner Scholem (1895-1940), militant du Parti communiste d'Allemagne, député au Reichstag de 1924 à 1928, mort au camp de concentration de Buchenwald.

### En Israël
Il arrive à Jérusalem en 1923, et il devient responsable de la section juive et hébraïque de la bibliothèque de la future université hébraïque de Jérusalem. En 1925, quand l'Université se crée, il est chargé d'enseignement pour la mystique juive, puis en 1933, il est élu professeur, chaire qu'il occupera jusqu'en 1965. Par la suite, il devient aussi membre de l'Académie israélienne des sciences et lettres à partir de 1960 puis président de cette académie de 1968 à sa mort. Il est enterré au côté de son épouse au cimetière de Sanhédriah à Jérusalem.
Il a légué une très importante bibliothèque consacrée à la kabbale à l'Université hébraïque.
Son œuvre immense a fait entrer l'étude de la kabbale dans le champ académique des sciences humaines. « Par son étude exhaustive de l'histoire de la mystique juive, du IIe au XVIIIe siècle, Scholem nous a donné accès à un univers intellectuel dont presque personne ne connaissait l'existence » (David Biale). Mais il fut aussi une figure de l'histoire de l'État d'Israël, en prenant position sur tous les sujets touchant le pays. Il fut toujours attentif à ce que le sionisme ne sombre ni dans le nationalisme, ni dans le populisme, et préserva entre le rationalisme et l'orthodoxie un judaïsme de la liberté ouvert vers l'utopie[réf. nécessaire].
Cependant, sous l'influence de Moshe Idel, Charles Mopsik et Eric Smilevitch prétendent qu'il laisse trop supposer que « la Cabale... est une émergence d'origine étrangère apparue au sein du judaïsme », tandis qu'Yoram Hazony conteste sa façon d'admettre « l'idée que le mouvement hassidique du milieu des années 1700 visait par nature à « neutraliser » le potentiel messianique […] par la suppression du sens réel concret de termes comme « Égypte », « Pays d'Israël », « exil » et « rédemption » qui « furent transformés en slogans allégoriques » ». Ces critiques partisanes restent toutefois mineures au regard d'une œuvre dont on ne mesure pas encore la portée, au-delà même de ce qu'elle étudie en apparence (la cabale).

## Œuvres
L'œuvre de Gershom Scholem comprend plus de quarante volumes et sept cents articles. Parmi les plus importants, on peut citer :
- Bibliographia kabbalistica, 1933. Bibliographie complète des œuvres sur la kabbale des origines à nos jours.

- Majors Trends in Jewish Mysticism, 1941. Reprise de ses conférences de 1938 au Jewish Institute of Religion de New York. Ce livre, qui brosse un historique complet de la mystique juive, avec ses ruptures et sa continuité, rendit son auteur mondialement célèbre. Deuxième édition en 1946, traduite en français en 1950 (ci-dessous).

- (he)  שבתי צבי והתנועה השבתאית בימי חייו , 1957. Biographie magistrale de Sabbataï Tsevi, du sabbataïsme et de son époque.

- (de)Ursprung und Anfänge der Kabbalah, Berlin, 1962. Sur les débuts de la kabbale en Espagne et en Provence, en particulier autour de l'œuvre des frères Isaac et Jacob Cohen, et leur disciple Moïse de Burgos. Scholem était très fier de cet ouvrage, qu'il présentait à ses amis comme sa « thèse de doctorat ». Traduction française en 1966 (ci-dessous).

### Œuvres traduites en français
- Les Grands Courants de la mystique juive (traduction Marie-Madeleine Davy), Payot, 1950, réédité en 1960 et plusieurs fois par la suite  (ISBN 2-228-88819-2).
- La Kabbale et sa symbolique (traduction Jean Boesse), Payot, 1966, réédité dans la Petite Bibliothèque Payot, 1968, nouvelle édition, 2003.
- Le Nom de Dieu et la théorie kabbalistique du langage (trad. de l'allemand par Thomas Piel), Paris, Allia, 2018, 128 p. (ISBN 9791030408072)
- Les Origines de la Kabbale (traduction Jean Lœwenson), Aubier Montaigne, 1966.
- Fidélité et utopie. Essai sur le judaïsme contemporain, Calmann-Lévy, 1978.
- Kabbalistes chrétiens, Albin Michel, 1979.
- Le Zohar : le livre de la splendeur - extraits choisis et présentés par Gershom Scholem, Éditions du Seuil, 1980.
- Walter Benjamin, Histoire d'une amitié, Ed. Calmann-Lévy, 1981.
- Du frankisme au jacobinisme : la vie de Moses Dobruška, alias Franz Thomas von Schönfeld, alias Junius Frey, Gallimard, le Seuil, 1981.
- Le Nom et les symboles de Dieu dans la mystique juive, Éditions du Cerf, 1983.
- De Berlin à Jérusalem : souvenirs de jeunesse (traduction Sabine Bollack), Éditions Albin Michel, 1984.
- La Mystique juive. Les thèmes fondamentaux (traduction Maurice R. Hayoun), Éditions du Cerf, 1985.
- De la création du monde jusqu'à Varsovie, les Éditions du Cerf, 1990.
- Le Messianisme juif : essais sur la spiritualité du judaïsme, Presses pocket, 1992.
- Correspondance Walter Benjamin, Theodor W. Adorno, Aubier Montaigne, 1992  (ISBN 2-7007-0158-5).
- Walter Benjamin et son ange, Rivages, 1995.
- Aux origines religieuses du judaïsme laïque. De la mystique aux Lumières, textes réunis et présentés par Maurice Kriegel, Calmann-Lévy, 2000.
- La Kabbale : Une introduction. Origines, thèmes et biographies, Éditions du Cerf, 1998  (ISBN 978-2-07-042813-7), réédité au format "poche", Gallimard, coll. « Folio Essais », 2003.
- Cabale et philosophie : correspondance 1933-1973, Gershom Scholem, Leo Strauss, Éditions de l'Éclat, 2006.
- Considérations sur l'histoire des débuts de la cabale chrétienne in Pic de la Mirandole et la cabale de Chaïm Wirszubski, traduction Jean-Marc Mandosio, Paris-Tel Aviv, Éditions de l'éclat, 2007  (ISBN 978-2-84162-132-3).
- Sabbataï Tsevi. Le messie mystique 1626-1676, Verdier-poche, 2008  (ISBN 2-86432-025-8).
- Sur Jonas, la lamentation et le judaïsme, traduction Marc de Launay, Éditions Hermann, coll. « Panim el Panim »  (ISBN 2705680187).
- Le Prix d'Israël. Écrits politiques 1917-1974, Paris-Tel Aviv, Éditions de l'éclat, 2003 version lyber
- Théologie et utopie. Correspondance avec Walter Benjamin, 1933-1940, Paris, Éditions de l'éclat, 2011.
- Dix propositions anhistoriques sur la cabale, suivi des commentaires de David Biale, Paris, Éditions de l'éclat, 2012.
- La cabale du Livre de l'image et d'Abraham Aboulafia, préface de Saverio Campanini, Paris, Éditions de l'éclat, 2019.
- Quitter Berlin. Journal de jeunesse, traduction de Sacha Zilberfarb, édition de Angela Guidi et Sacha Zilberfarb, préface de Johann Chapoutot, introduction de Sonia Goldblum, postface de Giulio Busi, Paris, Éditions Rue d'Ulm, coll. « Versions françaises », 2025,  (ISBN 978-2-7288-0883-0)